# Welcome 2 Detroit (canción)
«Welcome 2 Detroit» (Bienvenido a Detroit) es el primer sencillo del rapero Trick-Trick de su álbum The People vs.. La interpreta con la colaboración de Eminem. El sencillo alcanzó la posición #100 en la lista Billboard Hot 100.

## Video musical
El video musical se sitúa en un club nocturno de Detroit. Ahí aparecen los raperos Fat Joe, Eminem y Proof del grupo de Eminem D12.

## Lista de canciones
Sencillo en CD
| N.º | Título                           | Escritor(es)                    | Productor(es) | Duración |  |
| 1.  | «Welcome 2 Detroit» (con Eminem) | C. Mathis, L. Resto, M. Mathers | Eminem        | 4:45     |  |

## Posición en las listas
| Listas (2005-2006)       | Mejor posición |
| ------------------------ | -------------- |
| Finnish Singles Chart    | 12             |
| German Singles Chart     | 25             |
| Australian Singles Chart | 53             |
| U.S. Billboard Hot 100   | 100            |